# Jassidophaga pilosa
Jassidophaga pilosa är en tvåvingeart som först beskrevs av Zetterstedt 1838.  Jassidophaga pilosa ingår i släktet Jassidophaga och familjen ögonflugor. Arten är reproducerande i Sverige. Inga underarter finns listade i Catalogue of Life.